# کوتوایلر-شواندن
کوتوایلر-شواندن (به آلمانی: Kottweiler-Schwanden) یک شهر در آلمان است که در کایزرسلاوترن واقع شده‌است. کوتوایلر-شواندن ۱٬۳۶۱ نفر جمعیت دارد.